# Teucholabis (Teucholabis) melanocephala
Teucholabis (Teucholabis) melanocephala is een tweevleugelige uit de familie steltmuggen (Limoniidae). De soort komt voor in het Neotropisch gebied.